# Casa Pániker
La Casa Pániker és una obra postracionalista de Barcelona protegida com a Bé Cultural d'Interès Local.

## Descripció
La Casa Paniker està ubicada al carrer Castellet, a la part més alta del districte de les Corts. Es tracta d'una casa aïllada, enmig d'una gran parcel·la enjardinada de morfologia de tendència quadrangular. La casa sembla articular-se a través d'una planta baixa, una planta principal i unes golfes, cobertes per una teulada a dues aigües.
Pel que fa a la planta principal, es percep l'existència de grans finestrals correguts coberts parcialment per persianes de llibret corredisses.
Totes les dependències de la casa estan unides per un corredor que dona la volta interiorment, de manera que el corredor rep llum natural a través del pati interior, i les habitacions, cuina, etc., tenen il·luminació directa de l'exterior. La teulada és a dues aigües però molt poc inclinada. L'estructura de la casa és de formigó i es recolza sobre pilars, reminiscència corbusista.
La casa Pániker és una síntesi del concepte de construcció modern dels anys 50, en què es desenvolupen sota una òptica diferent els principis constructius de Le Corbusier, i als quals s'afegeixen les persianes de llibret corredisses i una barana de fusta, de línia molt senzilla al llarg de totes les terrasses.